# Moraveč
Moraveč é uma comuna checa localizada na região de Vysočina, distrito de Pelhřimov.